# Pave Gregor 9.
Gregor 9. (ca. 1145 – 22. august 1241) var pave fra 1227 til sin død i 1241.
Gregor hed Hugolino de' Conti, greve af Segni, og var en slægtning af Pave Innocens 3. der 1199 gjorde ham til kardinalbiskop af Ostia. Som kardinal tog han sig af den franciskanske bevægelse og fik den givet et officielt kirkeligt stempel.
Da han 80 år gammel blev pave, søgte han med en blanding af ungdommelig iver og senilitet at fortsætte Gregor 7.s og Innocens 3.s politik. Som kardinal havde han kronet kejser Frederik 2. i Aachen og modtaget løfte af ham om et korstog.
Gregor mindede kejseren om løftet, og Frederik stævnede ud, men vendte snart om på grund af en udbrudt pest. Gregor så det kun som et påskud og bandlyste ham. Skønt bandlyst gjorde Frederik 2. alvor af korstoget 1228—29 og påkaldte sig dermed Gregors vrede.
Han fik de lombardiske stæder til at gøre oprør og søgte selv at erobre Syditalien. Da kejseren kom hjem, tvang han Gregor til fred i San Germano. 1239 udbrød kampen mellem kejser og pave igen, og Frederik erobrede Rom.
Ingen af de europæiske fyrster forstod Gregor at vinde for sin politik mod kejseren, og de romerske baroner gjorde ham livet surt i Rom, så han flere gange måtte opholde sig i Viterbo og Perugia.
Gregor overgav inkvisitionen til dominikanerne (1232), han lod Raymundus af Pennaforti udgive en pavelig lovsamling (Liber extra decretum, eller Decretale Gregorii) 1234.
| Forgænger: Honorius III | Paverækken | Efterfølger: Celestin IV |